# Ulrike Demmer
Ulrike Demmer (* 3. April 1973 in Solingen) ist eine deutsche Journalistin und ehemalige politische Beamtin. Sie war von 2016 bis 2021 stellvertretende Sprecherin der Bundesregierung. Seit dem 1. September 2023 ist sie Intendantin des Rundfunk Berlin-Brandenburg (RBB).

## Leben und Wirken
Nach dem Schulbesuch in Leverkusen studierte Demmer von 1992 bis 1998 Rechtswissenschaft in Bonn und Berlin und bestand die Erste juristische Staatsprüfung. Anschließend war sie Projektmanagerin in der Kommunikations- und Marketingabteilung von Radio Eins, einem Radioprogramm des RBB. Nach dem Besuch der Berliner Journalisten-Schule war sie für das ZDF, als Korrespondentin für Verteidigungs- und Sicherheitspolitik für den Spiegel und für Focus tätig und leitete das Hauptstadtbüro des RedaktionsNetzwerks Deutschland. Von 2013 bis 2016 war sie ständige Teilnehmerin der politischen Gesprächssendung Thadeusz und die Beobachter im rbb Fernsehen.
Vom 13. Juni 2016 bis Dezember 2021 war Demmer eine von zwei stellvertretenden Sprechern der Bundesregierung im Range einer Ministerialdirektorin (B 10) und zudem stellvertretende Leiterin des Presse- und Informationsamtes der Bundesregierung. Sie vertrat die SPD-Seite der Koalition im Team der Regierungssprecher und wurde durch den SPD-Parteivorsitzenden Sigmar Gabriel vorgeschlagen.
Am 16. Juni 2023 wurde Demmer vom Rundfunkrat des RBB im vierten Wahlgang ohne Gegenkandidaten mit 16 von 24 abgegebenen Stimmen für fünf Jahre zur Intendantin des RBB gewählt. Sie hat ihr Amt zum 1. September 2023 angetreten.
Demmer ist ledig und evangelischer Konfession.

## Auszeichnungen
- 2011: Deutscher Reporterpreis für die beste politische Reportage
- 2011: Henri-Nannen-Preis in der Kategorie „Dokumentation, besonders verständliche Berichterstattung“ (mit Mitautoren) für den Text Ein deutsches Verbrechen, erschienen in Der Spiegel [9]

## Kritik
Nach ihrer Wahl zur Intendantin beim Rundfunk Berlin-Brandenburg gab es Kritik daran, dass Demmer durch den Rundfunkrat in die engere Auswahl zur Intendanz gezogen wurde. Durch die Besetzung mit einer ehemaligen Regierungssprecherin werde das Vertrauen in den Öffentlichen Rundfunk weiter untergraben.
Weiter äußerte sich unter anderem der Fraktionsvorsitzende von BVB/Freie Wähler im Landtag Brandenburg, Péter Vida, dass bei Demmer als ehemaliger Regierungssprecherin zumindest Zweifel an der gebotenen Überparteilichkeit angezeigt seien.

## Schriften
- mit Daniel Goffart: Kanzlerin der Reserve: der Aufstieg der Ursula von der Leyen. Berlin Verlag, Berlin 2015, ISBN 978-3-8270-1276-0.
- Beitrag zu Anja Niedringhaus: At War. Hatje Cantz, Ostfildern 2011, ISBN 978-3-7757-3232-1.